# Soldado Maldonado
Soldado Maldonado es una localidad argentina ubicada en el departamento Monteros de la provincia de Tucumán. Se encuentra en el cruce de las rutas provinciales 324 y 344; la ruta 324 la vincula al nordeste con Famaillá y al sur con Capitán Cáceres, la 344 la comunica al este con Monteros.
Lleva el nombre de uno de los soldados caídos durante el Operativo Independencia. El pueblo nació como iniciativa de Domingo Antonio Bussi para poblar el oeste provincial donde se observaban focos de movimientos guerrilleros, en terrenos donados por Margarita Tondering de Kallsten. La zona es agrícola, con preferencia de cultivo de caña de azúcar, [Vaccinium corymbosum|arándano azul]] y en menor medida papa. Cuenta con comisaría, juzgado de paz, centro cívico y complejo deportivo.

## Población
Cuenta con 802 habitantes (Indec, 2010), lo que representa un incremento del 32% frente a los 609 habitantes (Indec, 2001) del censo anterior.
| Gráfica de evolución demográfica de Soldado Maldonado entre 1991 y 2010 |
|                                                                         |
| Fuente: Censos nacionales del INDEC                                     |